# Paropsides
Paropsides es un género de insecto coleóptero de la familia Chrysomelidae.

## Especies
Las especies de este género son:
- Paropsides allyna Daccordi, 2003
- Paropsides catherinae Daccordi & De Little, 2003
- Paropsides elegans Daccordi, 2003
- Paropsides monicae Daccordi, 2003
- Paropsides opposita Daccordi, 2003